# Santa Lúcia (Paraná)
Santa Lúcia is een gemeente in de Braziliaanse deelstaat Paraná. De gemeente telt 3.743 inwoners (schatting 2009).

## Aangrenzende gemeenten
De gemeente grenst aan Boa Vista da Aparecida, Capitão Leônidas Marques en Lindoeste.